# Nadja Petrova
Nadezjda (Nadja) Viktorovna Petrova (Russisch: Наде́жда (Надя) Ви́кторовна Петро́ва) (Moskou, 8 juni 1982) is een voormalig tennisspeelster uit Rusland. Petrova begon met tennis toen zij acht jaar oud was. Haar favoriete ondergrond is hardcourt. Zij speelt rechtshandig en heeft een tweehandige backhand. Zij was actief in het proftennis van september 1999 tot april 2014.
Petrova speelt het liefst op een hardcourtbaan omdat zij een agressieve speelstijl heeft en daarmee makkelijker een punt vroegtijdig in haar voordeel kan beslissen. Haar beste resultaten bereikte zij evenwel op gravel. Haar jeugd bracht zij voor een deel door in Egypte waar haar ouders atletiektrainers waren. Vader Viktor Petrov behoorde tijdens zijn sportieve loopbaan bij de wereldtop in het hamerslingeren, terwijl moeder Nadezjda Iljina de bronzen medaille won op de 400 meter estafette tijdens de Olympische Zomerspelen 1976.
Als junior won Petrova in 1998 het meisjesenkelspeltoernooi op Roland Garros – zij versloeg Jelena Dokić in twee sets.

## Loopbaan

### Enkelspel
In 1996 nam Petrova voor het eerst deel aan ITF-toernooien bij de volwassenen. In 1997 stond zij voor het eerst in de finale, in Tbilisi (Georgië) – zij won in twee sets van de Oekraïense Hanna Zaporozjanova. In totaal won zij vier ITF-toernooien in 1997 en 1998. In 1998 nam Petrova voor het eerst deel aan een WTA-toernooi, in Warschau, en in 1999 aan een grandslamtoernooi, op het Australian Open waar zij zich wel voor het hoofdtoernooi kwalificeerde, maar in de eerste ronde werd uitgeschakeld. Later dat jaar werd zij beroepsspeelster. In 2003 bereikte Petrova voor het eerst een WTA-finale, in Linz – zij verloor van de Japanse Ai Sugiyama. Haar eerste WTA-titel behaalde zij op het WTA-toernooi van Linz 2005 – zij won in drie sets van de Zwitserse Patty Schnyder. In totaal won Petrova dertien WTA-titels, waarvan vijf in 2006. Haar beste resultaat op de grandslamtoernooien is de halve finale, op Roland Garros 2003 en 2005. Haar hoogste positie op de WTA-ranglijst is de derde plaats, die zij bereikte in mei 2006. In 2012 won zij het eindejaarstoernooi voor speelsters van het tweede echelon.

### Dubbelspel
Petrova behaalde in het dubbelspel net iets betere resultaten dan in het enkelspel. Zij debuteerde in 1996 op het ITF-toernooi van Nicosia (Cyprus) samen met de Oekraïense Tatiana Matohniuk. In 1998 kwalificeerde Petrova zich voor het eerst voor een WTA-hoofdtoernooi, op het toernooi van Warschau, samen met de Tsjechische Sandra Kleinová. Zij stond in 2001 voor het eerst in een WTA-finale, op het toernooi van Bol, samen met de Sloveense Tina Pisnik – zij verloren van het Spaanse koppel María José Martínez Sánchez en Anabel Medina Garrigues. Twee maanden later veroverde Petrova haar eerste WTA-titel, op het toernooi van Rosmalen, samen met de Roemeense Ruxandra Dragomir, door Kim Clijsters en Miriam Oremans te verslaan. In totaal won zij 24 WTA-titels, de laatste in 2013 in Eastbourne, samen met de Sloveense Katarina Srebotnik. In 2012 won zij op de Olympische spelen in Londen in het dubbelspel een bronzen medaille voor Rusland. Haar beste resultaat op de grandslamtoernooien is het bereiken van de finale, eenmaal op het US Open in 2010 met Liezel Huber, en eenmaal op Roland Garros in 2012 met Maria Kirilenko. Haar hoogste positie op de WTA-ranglijst is de derde plaats, die zij bereikte in maart 2005.

### Tennis in teamverband
In de periode 2001–2012 maakte Petrova deel uit van het Russische Fed Cup-team – zij behaalde daar een winst/verlies-balans van 10–6. In 2001 bereikten zij de finale van Wereldgroep I, die zij verloren van de Belgische dames.
In 2007 sleepte zij met Dmitri Toersoenov de titel in de wacht op de Hopman Cup. In de finale zegevierden zij over het Spaanse koppel Anabel Medina Garrigues en Tommy Robredo.

### Einde van de loopbaan
Vanaf april 2014 speelde Petrova niet, wegens een schouderblessure. Pas in januari 2017 kondigde zij aan dat zij niet meer bij de professionele toernooien zou terugkeren.

## Posities op deWTA-ranglijst
Positie per einde seizoen:
| jaar | rang enkelspel | rang dubbelspel |
| ---- | -------------- | --------------- |
| 1997 | 589            | 848             |
| 1998 | 142            | 151             |
| 1999 | 95             | 151             |
| 2000 | 62             | 140             |
| 2001 | 39             | 41              |
| 2002 | 111            | 21              |
| 2003 | 12             | 13              |
| 2004 | 12             | 7               |
| 2005 | 9              | 33              |
| 2006 | 6              | 23              |
| 2007 | 14             | 57              |
| 2008 | 11             | 20              |
| 2009 | 20             | 16              |
| 2010 | 15             | 8               |
| 2011 | 29             | 13              |
| 2012 | 12             | 5               |
| 2013 | 102            | 8               |
| 2014 | 374            | 174             |

## Palmares
| Legenda                | Legenda                  |
| ---------------------- | ------------------------ |
| Grandslamtoernooi      |                          |
| Olympische Spelen      |                          |
| Year-End Championships |                          |
| tot 2009               | 2009 – 2020 / vanaf 2021 |
| Tier I                 | Premier Mandatory        |
| Tier II                | Premier Five / WTA 1000  |
| Tier III               | Premier / WTA 500        |
| Tier IV & V            | International / WTA 250  |
|                        | Challenger / WTA 125     |

### WTA-finaleplaatsen enkelspel
| nr.              | finale     | toernooi                | ondergrond    | tegenstandster         | score         |         |
| ---------------- | ---------- | ----------------------- | ------------- | ---------------------- | ------------- | ------- |
| gewonnen finales |            |                         |               |                        |               |         |
| 1.               | 2005-10-30 | WTA Linz                | hardcourt (i) | Patty Schnyder         | 4-6, 6-3, 6-1 | details |
| 2.               | 2006-03-05 | WTA Doha                | hardcourt     | Amélie Mauresmo        | 6-3, 7-5      | details |
| 3.               | 2006-04-09 | WTA Amelia Island       | gravel        | Francesca Schiavone    | 6-4, 6-4      | details |
| 4.               | 2006-04-16 | WTA Charleston          | gravel        | Patty Schnyder         | 6-3, 4-6, 6-1 | details |
| 5.               | 2006-05-14 | WTA Berlijn             | gravel        | Justine Henin-Hardenne | 4-6, 6-4, 7-5 | details |
| 6.               | 2006-10-08 | WTA Stuttgart           | hardcourt (i) | Tatiana Golovin        | 6-3, 7-6      | details |
| 7.               | 2007-02-11 | WTA Parijs              | hardcourt (i) | Lucie Šafářová         | 4-6, 6-1, 6-4 | details |
| 8.               | 2008-08-17 | WTA Cincinnati          | hardcourt     | Nathalie Dechy         | 6-2, 6-1      | details |
| 9.               | 2008-11-02 | WTA Québec              | hardcourt (i) | Bethanie Mattek        | 4-6, 6-4, 6-1 | details |
| 10.              | 2011-07-31 | WTA Washington          | hardcourt     | Shahar Peer            | 7-5, 6-2      | details |
| 11.              | 2012-06-23 | WTA Rosmalen            | gras          | Urszula Radwańska      | 6-4, 6-3      | details |
| 12.              | 2012-09-29 | WTA Tokio               | hardcourt     | Agnieszka Radwańska    | 6-0, 1-6, 6-3 | details |
| 13.              | 2012-11-04 | Tournament of Champions | hardcourt (i) | Caroline Wozniacki     | 6-2, 6-1      | details |
| verloren finales |            |                         |               |                        |               |         |
| 1.               | 2003-10-26 | WTA Linz                | hardcourt (i) | Ai Sugiyama            | 5-7, 4-6      | details |
| 2.               | 2004-01-11 | WTA Gold Coast          | hardcourt     | Ai Sugiyama            | 6-1, 1-6, 4-6 | details |
| 3.               | 2005-05-08 | WTA Berlijn             | gravel        | Justine Henin          | 3-6, 6-4, 3-6 | details |
| 4.               | 2005-10-16 | WTA Bangkok             | hardcourt     | Nicole Vaidišová       | 1-6, 7-6, 5-7 | details |
| 5.               | 2006-10-15 | WTA Moskou              | tapijt (i)    | Anna Tsjakvetadze      | 4-6, 4-6      | details |
| 6.               | 2006-10-29 | WTA Linz                | hardcourt (i) | Maria Sjarapova        | 5-7, 2-6      | details |
| 7.               | 2007-04-08 | WTA Amelia Island       | gravel        | Tatiana Golovin        | 2-6, 1-6      | details |
| 8.               | 2007-08-12 | WTA Los Angeles         | hardcourt     | Ana Ivanović           | 5-7, 4-6      | details |
| 9.               | 2008-06-21 | WTA Eastbourne          | gras          | Agnieszka Radwańska    | 4-6, 7-6, 4-6 | details |
| 10.              | 2008-10-05 | WTA Stuttgart           | hardcourt (i) | Jelena Janković        | 4-6, 3-6      | details |
| 11.              | 2010-08-28 | WTA New Haven           | hardcourt     | Caroline Wozniacki     | 3-6, 6-3, 3-6 | details |

### WTA-finaleplaatsen dubbelspel
| nr.                                 | finale     | toernooi          | ondergrond    | partner               | tegenstandsters                                     | score            |         |
| ----------------------------------- | ---------- | ----------------- | ------------- | --------------------- | --------------------------------------------------- | ---------------- | ------- |
| gewonnen finales vrouwendubbelspel  |            |                   |               |                       |                                                     |                  |         |
| 1.                                  | 2001-06-23 | WTA Rosmalen      | gras          | Ruxandra Dragomir     | Kim Clijsters Miriam Oremans                        | 7-6, 6-7, 6-4    | details |
| 2.                                  | 2001-10-28 | WTA Linz          | tapijt (i)    | Jelena Dokić          | Els Callens Chanda Rubin                            | 6-1, 6-4         | details |
| 3.                                  | 2002-10-27 | WTA Linz          | tapijt (i)    | Jelena Dokić          | Rika Fujiwara Ai Sugiyama                           | 6-3, 6-2         | details |
| 4.                                  | 2003-10-05 | WTA Moskou        | tapijt (i)    | Meghann Shaughnessy   | Anastasija Myskina Vera Zvonarjova                  | 6-3, 6-4         | details |
| 5.                                  | 2004-04-04 | WTA Miami         | hardcourt     | Meghann Shaughnessy   | Svetlana Koeznetsova Jelena Lichovtseva             | 6-2, 6-3         | details |
| 6.                                  | 2004-04-11 | WTA Amelia Island | gravel        | Meghann Shaughnessy   | Myriam Casanova Alicia Molik                        | 3-6, 6-2, 7-5    | details |
| 7.                                  | 2004-05-09 | WTA Berlijn       | gravel        | Meghann Shaughnessy   | Janette Husárová Conchita Martínez                  | 6-2, 2-6, 6-1    | details |
| 8.                                  | 2004-05-16 | WTA Rome          | gravel        | Meghann Shaughnessy   | Virginia Ruano Pascual Paola Suárez                 | 2-6, 6-3, 6-3    | details |
| 9.                                  | 2004-07-25 | WTA Los Angeles   | hardcourt     | Meghann Shaughnessy   | Conchita Martínez Virginia Ruano Pascual            | 6-7, 6-4, 6-3    | details |
| 10.                                 | 2004-08-28 | WTA New Haven     | hardcourt     | Meghann Shaughnessy   | Martina Navrátilová Lisa Raymond                    | 6-1, 1-6, 7-6    | details |
| 11.                                 | 2004-11-13 | WTA Championships | hardcourt (i) | Meghann Shaughnessy   | Cara Black Rennae Stubbs                            | 7-5, 6-2         | details |
| 12.                                 | 2006-08-20 | WTA Montréal      | hardcourt     | Martina Navrátilová   | Cara Black Anna-Lena Grönefeld                      | 6-1, 6-2         | details |
| 13.                                 | 2008-08-17 | WTA Cincinnati    | hardcourt     | Maria Kirilenko       | Hsieh Su-wei Jaroslava Sjvedova                     | 6-3, 4-6, [10-8] | details |
| 14.                                 | 2008-09-21 | WTA Tokio         | hardcourt     | Vania King            | Lisa Raymond Samantha Stosur                        | 6-1, 6-4         | details |
| 15.                                 | 2008-10-12 | WTA Moskou        | hardcourt (i) | Katarina Srebotnik    | Cara Black Liezel Huber                             | 6-4, 6-4         | details |
| 16.                                 | 2009-04-19 | WTA Charleston    | gravel        | Bethanie Mattek-Sands | Līga Dekmeijere Patty Schnyder                      | 6-7, 6-2, [11-9] | details |
| 17.                                 | 2009-05-03 | WTA Stuttgart     | gravel (i)    | Bethanie Mattek-Sands | Gisela Dulko Flavia Pennetta                        | 5-7, 6-3, [10-7] | details |
| 18.                                 | 2009-10-24 | WTA Moskou        | hardcourt (i) | Maria Kirilenko       | Maria Kondratjeva Klára Zakopalová                  | 6-2, 6-2         | details |
| 19.                                 | 2010-04-18 | WTA Charleston    | gravel        | Liezel Huber          | Vania King Michaëlla Krajicek                       | 6-3, 6-4         | details |
| 20.                                 | 2012-03-31 | WTA Miami         | hardcourt     | Maria Kirilenko       | Sara Errani Roberta Vinci                           | 7-6, 4-6, [10-4] | details |
| 21.                                 | 2012-10-28 | WTA Championships | hardcourt (i) | Maria Kirilenko       | Andrea Hlaváčková Lucie Hradecká                    | 6-1, 6-4         | details |
| 22.                                 | 2013-01-11 | WTA Sydney        | hardcourt     | Katarina Srebotnik    | Sara Errani Roberta Vinci                           | 6-3, 6-4         | details |
| 23.                                 | 2013-03-31 | WTA Miami         | hardcourt     | Katarina Srebotnik    | Lisa Raymond Laura Robson                           | 6-1, 7-6         | details |
| 24.                                 | 2013-06-22 | WTA Eastbourne    | gras          | Katarina Srebotnik    | Monica Niculescu Klára Zakopalová                   | 6-3, 6-3         | details |
| verloren finales vrouwendubbelspel  |            |                   |               |                       |                                                     |                  |         |
| 1.                                  | 2001-05-06 | WTA Bol           | gravel        | Tina Pisnik           | María José Martínez Sánchez Anabel Medina Garrigues | 5-7, 4-6         | details |
| 2.                                  | 2001-08-25 | WTA New Haven     | hardcourt     | Jelena Dokić          | Cara Black Jelena Lichovtseva                       | 0-6, 6-3, 2-6    | details |
| 3.                                  | 2002-10-06 | WTA Moskou        | tapijt (i)    | Jelena Dokić          | Jelena Dementjeva Janette Husárová                  | 6-2, 3-6, 6-7    | details |
| 4.                                  | 2002-10-20 | WTA Zürich        | hardcourt (i) | Jelena Dokić          | Jelena Bovina Justine Henin                         | 2-6, 6-7         | details |
| 5.                                  | 2003-05-18 | WTA Rome          | gravel        | Jelena Dokić          | Svetlana Koeznetsova Martina Navrátilová            | 4-6, 7-5, 2-6    | details |
| 6.                                  | 2003-06-21 | WTA Rosmalen      | gras          | Mary Pierce           | Jelena Dementjeva Lina Krasnoroetskaja              | 6-2, 3-6, 4-6    | details |
| 7.                                  | 2003-09-28 | WTA Leipzig       | tapijt (i)    | Jelena Lichovtseva    | Svetlana Koeznetsova Martina Navrátilová            | 6-3, 1-6, 3-6    | details |
| 8.                                  | 2005-03-19 | WTA Indian Wells  | hardcourt     | Meghann Shaughnessy   | Virginia Ruano Pascual Paola Suárez                 | 6-7, 1-6         | details |
| 9.                                  | 2006-02-25 | WTA Dubai         | hardcourt     | Svetlana Koeznetsova  | Květa Peschke Francesca Schiavone                   | 6-3, 6-7, 3-6    | details |
| 10.                                 | 2008-09-14 | WTA Bali          | hardcourt     | Marta Domachowska     | Hsieh Su-wei Peng Shuai                             | 7-6, 6-7, [7-10] | details |
| 11.                                 | 2010-01-15 | WTA Sydney        | hardcourt     | Tathiana Garbin       | Cara Black Liezel Huber                             | 1-6, 6-3, [3-10] | details |
| 12.                                 | 2010-03-20 | WTA Indian Wells  | hardcourt     | Samantha Stosur       | Květa Peschke Katarina Srebotnik                    | 4-6, 6-2, [5-10] | details |
| 13.                                 | 2010-04-04 | WTA Miami         | hardcourt     | Samantha Stosur       | Gisela Dulko Flavia Pennetta                        | 3-6, 6-4, [7-10] | details |
| 14.                                 | 2010-09-11 | US Open           | hardcourt     | Liezel Huber          | Vania King Jaroslava Sjvedova                       | 6-2, 4-6, 6-7    | details |
| 15.                                 | 2011-02-27 | WTA Doha          | hardcourt     | Liezel Huber          | Květa Peschke Katarina Srebotnik                    | 5-7, 7-6, [8-10] | details |
| 16.                                 | 2011-03-27 | WTA Miami         | hardcourt     | Liezel Huber          | Daniela Hantuchová Agnieszka Radwańska              | 6-7, 6-2, [8-10] | details |
| 17.                                 | 2012-06-02 | Roland Garros     | gravel        | Maria Kirilenko       | Sara Errani Roberta Vinci                           | 6-4, 4-6, 2-6    | details |
| 18.                                 | 2012-06-24 | WTA Rosmalen      | gras          | Maria Kirilenko       | Sara Errani Roberta Vinci                           | 4-6, 6-3, [9-11] | details |
| 19.                                 | 2012-07-22 | WTA Carlsbad      | hardcourt     | Vania King            | Raquel Kops-Jones Abigail Spears                    | 2-6, 4-6         | details |
| 20.                                 | 2012-08-12 | WTA Montréal      | hardcourt     | Katarina Srebotnik    | Klaudia Jans Kristina Mladenovic                    | 5-7, 6-2, [7-10] | details |
| 21.                                 | 2012-10-21 | WTA Moskou        | hardcourt (i) | Maria Kirilenko       | Jekaterina Makarova Jelena Vesnina                  | 3-6, 6-1, [8-10] | details |
| 22.                                 | 2013-02-17 | WTA Doha          | hardcourt     | Katarina Srebotnik    | Sara Errani Roberta Vinci                           | 6-2, 3-6, [6-10] | details |
| 23.                                 | 2013-02-24 | WTA Dubai         | hardcourt     | Katarina Srebotnik    | Bethanie Mattek-Sands Sania Mirza                   | 4-6, 6-2, [7-10] | details |
| 24.                                 | 2013-03-10 | WTA Indian Wells  | hardcourt     | Katarina Srebotnik    | Jekaterina Makarova Jelena Vesnina                  | 0-6, 7-5, [6-10] | details |
| gewonnen finales gemengd dubbelspel |            |                   |               |                       |                                                     |                  |         |
| 1.                                  | 2007-01-05 | Hopman Cup        | hardcourt (i) | Dmitri Toersoenov     | Anabel Medina Garrigues Tommy Robredo               | 2-0              | details |

### Gewonnen ITF-toernooien enkelspel
| nr. | finale     | toernooi  | dotatie | tegenstandster in finale | score    |
| --- | ---------- | --------- | ------- | ------------------------ | -------- |
| 1.  | 1997-10-05 | Tbilisi   | $10.000 | Hanna Zaporozjanova      | 6-1, 6-4 |
| 2.  | 1998-03-30 | Makarska  | $10.000 | Zuzana Váleková          | 6-4, 6-2 |
| 3.  | 1998-04-05 | Hvar      | $10.000 | Jelena Kostanić          | 6-2, 6-2 |
| 4.  | 1998-04-12 | Dubrovnik | $10.000 | Katarina Srebotnik       | 6-4, 7-5 |

### Gewonnen juniorentoernooien enkelspel
| nr. | finale     | toernooi      | graad | tegenstandster in finale | score    |
| --- | ---------- | ------------- | ----- | ------------------------ | -------- |
| 1.  | 1996-08-25 | Jolie Ville   | 5     | Seghen Habte-Alemayo     | 6-3, 6-2 |
| 2.  | 1996-09-15 | Larnaca       | 5     | Natalia Romashina        | 7-5, 6-1 |
| 3.  | 1997-08-10 | Caïro         | 5     | Meriem Addou             | 6-1, 6-1 |
| 4.  | 1997-08-17 | Caïro         | 5     | Inge Wierich             | 6-1, 6-0 |
| 5.  | 1997-08-24 | Jolie Ville   | 5     | Sihem Ben Youcef         | 6-1, 6-1 |
| 6.  | 1998-01-04 | Casablanca    | 1     | Milagros Sequera         | 7-6, 6-1 |
| 7.  | 1998-06-07 | Roland Garros | A     | Jelena Dokić             | 6-3, 6-1 |

### Gewonnen juniorentoernooien dubbelspel
| nr. | finale     | toernooi  | graad | partner        | tegenstandsters in finale        | score         |
| --- | ---------- | --------- | ----- | -------------- | -------------------------------- | ------------- |
| 1.  | 1997-08-25 | Bat Yam   | 4     | Helga Vieira   | Louise Lilleso Rikke Faurfelt    | 7-6, 5-7, 6-2 |
| 2.  | 1997-08-25 | Caïro     | 5     | Dina Khalil    | Carien Venter Inge Weirich       | 6-1, 6-0      |
| 3.  | 1998-12-06 | Bradenton | 1     | Zsófia Gubacsi | Kim Clijsters Daniela Hantuchová | 3-6, 6-4, 6-3 |

## Resultaten grandslamtoernooien
| Legenda | Legenda                          |
| ------- | -------------------------------- |
| g.t.    | geen toernooi gehouden           |
| l.c.    | lagere categorie                 |
| –       | niet deelgenomen                 |
| G       | uitgeschakeld in de groepsfase   |
| 1R      | uitgeschakeld in de eerste ronde |
| 2R      | uitgeschakeld in de tweede ronde |
| 3R      | uitgeschakeld in de derde ronde  |
| 4R      | uitgeschakeld in de vierde ronde |
| KF      | uitgeschakeld in de kwartfinale  |
| HF      | uitgeschakeld in de halve finale |
| F       | de finale verloren               |
| W       | het toernooi gewonnen            |
| w-v     | winst/verlies-balans             |

### Enkelspel
| Toernooi        | 1999 | 2000 | 2001 | 2002 | 2003 | 2004 | 2005 | 2006 | 2007 | 2008 | 2009 | 2010 | 2011 | 2012 | 2013 |
| --------------- | ---- | ---- | ---- | ---- | ---- | ---- | ---- | ---- | ---- | ---- | ---- | ---- | ---- | ---- | ---- |
| Australian Open | 1R   | 3R   | 2R   | –    | 3R   | 1R   | 4R   | KF   | 3R   | 4R   | 4R   | KF   | 3R   | 2R   | 1R   |
| Roland Garros   | –    | 1R   | 4R   | –    | HF   | 3R   | HF   | 1R   | 1R   | 3R   | 2R   | KF   | 1R   | 3R   | 1R   |
| Wimbledon       | 2R   | 2R   | 4R   | –    | 3R   | 4R   | KF   | –    | 4R   | KF   | 4R   | 3R   | 4R   | 3R   | 1R   |
| US Open         | –    | 2R   | 2R   | 1R   | 4R   | KF   | KF   | 3R   | 3R   | 3R   | 4R   | 1R   | 3R   | 4R   | 1R   |

### Vrouwendubbelspel
| Toernooi        | 1999 | 2000 | 2001 | 2002 | 2003 | 2004 | 2005 | 2006 | 2007 | 2008 | 2009 | 2010 | 2011 | 2012 | 2013 |
| --------------- | ---- | ---- | ---- | ---- | ---- | ---- | ---- | ---- | ---- | ---- | ---- | ---- | ---- | ---- | ---- |
| Australian Open | –    | –    | 1R   | –    | KF   | 3R   | –    | –    | –    | 2R   | 1R   | 1R   | HF   | 3R   | 3R   |
| Roland Garros   | –    | 2R   | 2R   | –    | 3R   | KF   | HF   | –    | –    | 1R   | KF   | 3R   | KF   | F    | HF   |
| Wimbledon       | 2R   | –    | 3R   | –    | 2R   | KF   | KF   | –    | KF   | –    | 3R   | 3R   | KF   | 2R   | KF   |
| US Open         | –    | 2R   | 2R   | HF   | 3R   | 2R   | 3R   | KF   | –    | 2R   | KF   | F    | HF   | KF   | KF   |

### Gemengd dubbelspel
| Australian Open | –  | –  | 1R | –  | 1R | KF |
| Roland Garros   | KF | 1R | HF | HF | 1R | KF |
| Wimbledon       | –  | 2R | 3R | 3R | –  | –  |
| US Open         | –  | HF | 1R | 1R | –  | –  |